# Фридрих II (герцог Саксен-Гота-Альтенбурга)
Фридрих II Саксен-Гота-Альтенбургский (нем. Friedrich II. von Sachsen-Gotha-Altenburg; 28 июля 1676, замок Фриденштайн, Гота — 23 марта 1732, Альтенбург) — тюрингенский правитель из эрнестинской линии Веттинов, побочной линии Саксен-Гота-Альтенбург.

## Биография
Фридрих II — сын герцога Фридриха I Саксен-Гота-Альтенбургского и его супруги Магдалены Сибиллы Саксен-Вейсенфельсской.
На момент смерти отца Фридрих II был малолетним, регентом при нём (до декабря 1693 года) выступали герцоги Бернгард I Саксен-Мейнингенский и Генрих Саксен-Рёмхильдский. В 1693 году после поездки в Нидерланды и Англию Фридрих был объявлен императором совершеннолетним и стал самостоятельно править в Саксен-Гота-Альтенбурге.
Фридрих II — правитель эпохи барокко, любитель роскоши, содержание его двора и постоянного войска требовало больших финансовых вложений. Поэтому Фридрих сдавал своих солдат в аренду другим князьям, что закончилось для него большими проблемами, поскольку в 1702 году он сдал свои войска в аренду Людовику XIV, которые тот отправил на войну с императором.
Во внутренней политике Фридрих II в основном продолжил линию своего отца. Он основал приют для сирот в Альтенбурге в 1715 году, тюрьму и сумасшедший дом в Кале в 1726 году, а также монастырь Святой Магдалены для дворянок в 1705 году. За 100 тысяч талеров из собственных средств он выкупил знаменитую нумизматическую коллекцию князя Антона Гюнтера II Шварцбург-Арнштадтского, которая легла в основу существующего поныне монетного кабинета в замке Фриденштайн.
С 1697 года Фридрих II возглавлял правление евангелической церкви Саксонского курфюршества, после того, как курфюрст Саксонии Август Сильный перешёл в католическую веру, чтобы взойти на польский трон.
Память о Фридрихе II также хранит построенный им в своём городе-резиденции Готе дворец Фридрихсталь. Этот летний дворец был построен в 1708—1711 годах к востоку от укреплений Фриденштайна герцогским архитектором Вольфом Кристофом Цорном фон Плобсгеймом по образцу Версальского дворца. За барочным зданием в три флигеля разместился барочный сад со статуями, фонтанами и гротом, который до настоящего времени не сохранился.
При Фридрихе II территория его владений увеличилась за счёт части герцогства Саксен-Кобург (линия угасла в 1699 году), Саксен-Эйзенберг (линия угасла в 1707 году) и Саксен-Рёмгильд (линия угасла в 1710 году), что однако обернулось для него длительными наследными конфликтами с другими представителями эрнестинской линии и закончилось лишь после решения, принятого императором Священной Римской империи в 1755 году.

## Семья
В 1695 году Фридрих II женился на своей двоюродной сестре Магдалене Августе Ангальт-Цербстской, дочери князя Карла Вильгельма Ангальт-Цербстского. У супругов родилось 20 детей, из которых выжило семь сыновей и две дочери:
- София (1697—1703)
- Магдалена (1698—1712)
- Фридрих III (1699—1772), герцог Саксен-Гота-Альтенбурга, женат на принцессе Луизе Доротее Саксен-Мейнингенской (1710—1767), 9 детей
- мертворожденный сын (1700)
- Вильгельм (1701—1771), женат на принцессе Анне Шлезвиг-Гольштейн-Готторпской (1709—1758), брак бездетный
- Карл Фридрих (1702—1703), умер во младенчестве предположительно от оспы
- мертворожденная дочь (1703)
- Иоганн Август (1704—1767), женат на графине Луизе Рейсс-Шлейцской (1726—1773), 2 дочери
- Кристиан (1705), умер во младенчестве
- Кристиан Вильгельм (1706—1748), женат на графине Луизе Рейсс-Шлейцской (1726—1773), брак бездетный
- Людвиг Эрнст (1707—1763)
- Эмануэль (1709—1710)
- Мориц (1711—1777), правитель Саксен-Эйзенаха
- София (1712)
- Карл (1714—1715)
- Фридерика (1715—1775), замужем за герцогом Иоганном Адольфом II Саксен-Вейсенфельским (1685—1746), 5 детей
- метрворожденный сын (1716)
- Магдалена Сибилла (1718)
- Августа (1719—1772), замужем за принцем Уэльским Фредериком (1707—1751), 9 детей
- Иоганн Адольф (1721—1799)